# Anakena
Anakena je písčitá pláž a záliv na severním pobřeží Velikonočního ostrova. Je spolu s pláží Ovahe jednou ze sedmi částí Národního parku Rapa Nui. Je to jedno z mála míst ostrova, umožňující dobrý přístup z moře, protože jinak
v podstatě celé pobřeží Velikonočního ostrova se vyznačuje strmými, obtížně přístupnými útesy.
V okolí pláže se nachází dvě plošiny Ahu. Na první, Ahu Ature Huki, je pouze jedna socha Moai, na druhé Ahu Nau Nau je sedm soch. V blízkosti pláže je palmový háj a parkoviště.

## Legendy
Pláž Anakena byla, podle ústních legend, místem kde přistáli dvě kánoe prvních polynéských osadníků, vedených Hotu Matu'ou. Později se pláž stala obřadním centrem, kde
ostrované předčítali texty Rongorongo.

## Archaeologické památky

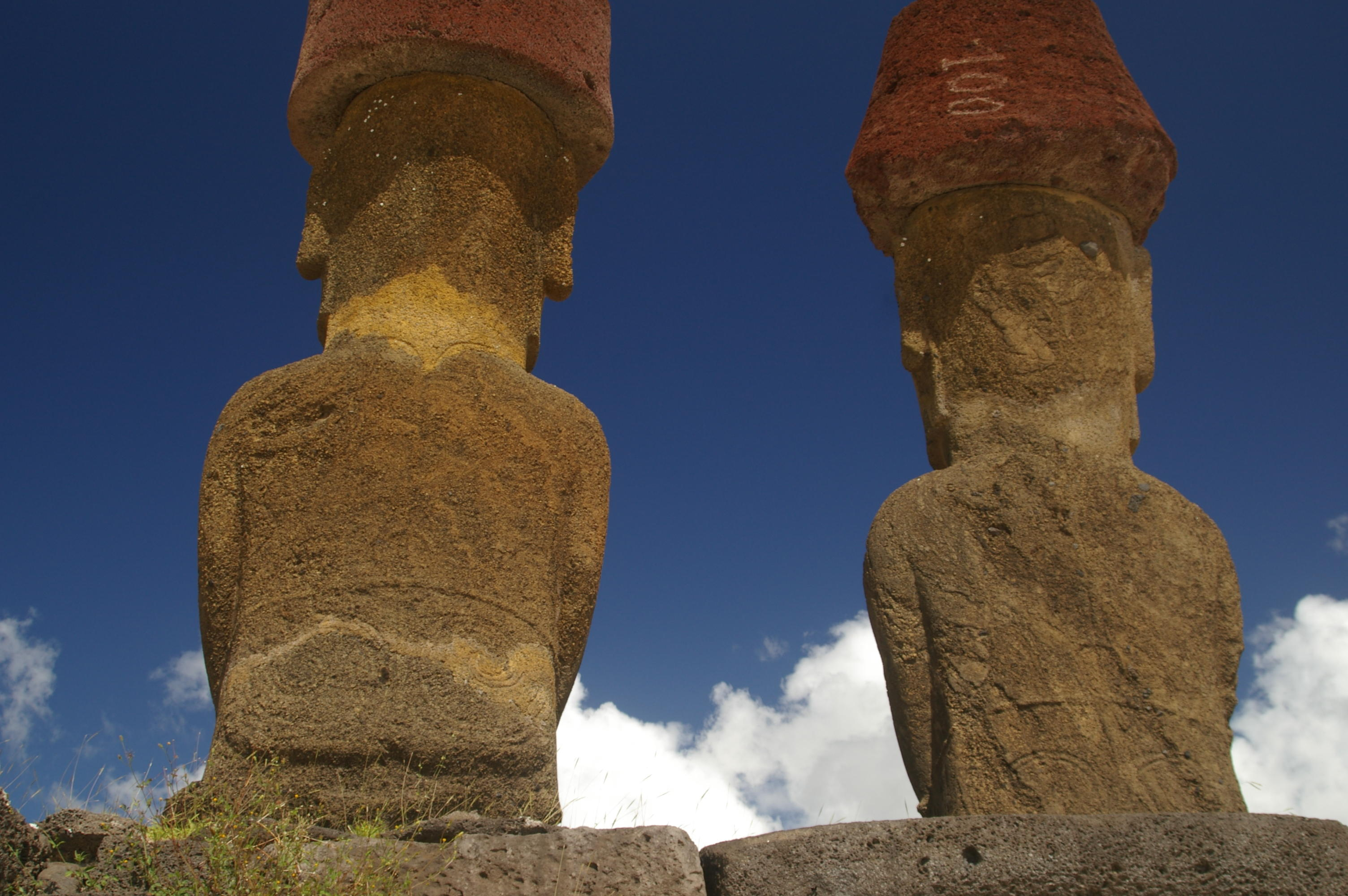
Dvě moai na Ahu Nau Nau, Anakena, Velikonoční ostrov

Na pláži byly nalezeny čtyři památky polynéského osídlení datované okolo roku 1200 n. l. Lingvistické a další analýzy ale naznačují, že první osídlení ostrova nastalo již po roce 300 n. l.
Na Anakeně se provedlo několik archeologických vykopávek během expedice Katherine Routledge roku 1914. V padesátých letech dvacátého století expedice Thora Heyerdahla vztyčila na Ahu Ature Huki do té doby svrženou sochu moai. Za účasti dvanácti lidí mu trvalo vztyčení sochy 18 dní.
Na druhé Ahu na Ankeně, na Ahu Nau Nau, je sedm soch moai, z nichž čtyři mají nasazeny klobouky Pukao. V okolí Ahu byly nalezeny zbytky korálových očí soch moai. Dnes jsou uloženy v místním muzeu.

## Anakena ve filmu
Na pláži Anakena se odehrává část děje filmu Kevina Costnera Rapa Nui.